# Lewes
Lewes er en by i amtskommunen East Sussex i syd-øst England med 16.714(2021) indbyggere. Lewes er amtskommunens hovedby (County town), selv om den er mindre end adskillige andre byer i amtet.
Lewes jernbane åbnede i 1846.

## Geografi
Lewes ligger i det naturskønne område South Downs, hvor floden Ouse løber igennem. Den ligger ca. 16 kilometer fra byen Brighton & Hove. I den østlige del af byen stiger bakkerne skarpt og former en stor kalkklippe som kan ses i mange kilometers afstand. Den tilstødende del af byen hedder Cliffe, og Southover er den sydlige del af byen.

## Historie
Lewes var stedet for det historiske slag Slaget ved Lewes (14. maj) 1264. Byen har flere historiske bygninger, der blandt andet inkluderer Lewes Castle, resterne af Lewes Priory og Anne of Cleves' House.
Lewes har siden 1794 distribueret vin og spiritus under navnet Harveys, og har i dag et bryggeri ved navn Harveys Brewery.